# Jérémie Aliadière
Jérémie Aliadière (Rambouillet, 30 de março de 1983) foi um futebolista francês que atuou como atacante. Seu último clube foi o Lorient

## Carreira
Formado na célebre escola de futebol de Clairefontaine, Aliadière ingressou nas categorias de base do Arsenal em 2001, fazendo sua estreia como atleta profissional aos 16 anos. Em seus primeiros quatro anos, problemas com lesões inviabilizaram uma maior utilização nos Gunners, que para dar mais ritmo de jogo, emprestou o atacante ao Celtic em 2005, mas ele não chegou a defender os Bhoyz em nenhuma partida, inclusive acusando o então técnico Gordon Strachan de não utilizá-lo nos jogos. No mesmo ano, o West Ham foi o destino de Aliadière, que defendeu o clube em sete partidas. Em 2006, jogou 14 vezes pelo Wolverhampton na segunda divisão inglesa, marcando 2 gols, e voltaria ao Arsenal no mesmo ano, para concluir a temporada.
Fora dos planos dos Gunners para a temporada 2007-08, assinou com o Middlesbrough por 2,5 milhões de libras, em junho. Em três anos no Boro, foram 78 partidas e onze gols marcados. O clube não renovou o contrato de Aliadière para a próxima temporada, e ele ficou o restante de 2010 parado, aguardando propostas.
Em janeiro de 2011, Aliadière disse que recebeu uma proposta do Blackpool, mas questões contratuais impediram a contratação, e o atacante chegou a declarar que "seria o fundo do poço" para sua carreira. Em fevereiro, o Al Ain chegou a oficializar a contratação do atacante, que não assinou alegando "falta de conduta profissional" do clube dos Emirados Árabes Unidos.
Aliadière só voltaria a jogar em julho de 2011, quando assinou sem custos com o Lorient, onde jogou até 2017.

## Seleção Francesa
Entre 2003 e 2004, Aliadière representou a seleção sub-21 da França, marcando 1 gol em sete partidas. Era cotado para eventuais convocações para a equipe principal, mas suas frequentes lesões fizeram com que ele nunca fosse convocado.

## Vida pessoal
Descendente de argelinos por parte de mãe, Aliadière é casado com a modelo Leilani Dowding, com quem tem dois filhos: Ava (nascida em 2007) e Leo (nascido em 2012).
Possui ainda duas tatuagens: uma representando a bandeira da Argélia e outra representando sua madrasta. Segundo Aliadière, Arsène Wenger, seu treinador no Arsenal, é "como um pai" para ele, e mantém-se em contato com o atacante até hoje.